# Дадлі (Массачусетс)
Дадлі (англ. Dudley) — місто (англ. town) в США, в окрузі Вустер штату Массачусетс. Населення — 11 921 особа (2020).

## Демографія
Згідно з переписом 2010 року, у місті мешкало 11 390 осіб у 4062 домогосподарствах у складі 2891 родини. Було 4403 помешкання
Расовий склад населення:
| - 95,5 % — білих - 1,2 % — чорних або афроамериканців - 0,8 % — азіатів - 0,1 % — корінних американців |

До двох чи більше рас належало 1,4 %. Частка іспаномовних становила 2,9 % від усіх жителів.
За віковим діапазоном населення розподілялося таким чином: 22,4 % — особи молодші 18 років, 65,9 % — особи у віці 18—64 років, 11,7 % — особи у віці 65 років та старші. Медіана віку мешканця становила 38,3 року. На 100 осіб жіночої статі у місті припадало 100,2 чоловіків;  на 100 жінок у віці від 18 років та старших — 99,8 чоловіків також старших 18 років.
Середній дохід на одне домашнє господарство  становив 87 099 доларів США (медіана — 64 281), а середній дохід на одну сім'ю — 103 697 доларів (медіана — 86 990). Медіана доходів становила 57 056 доларів для чоловіків та 43 149 доларів для жінок. За межею бідності перебувало 7,8 % осіб, у тому числі 8,0 % дітей у віці до 18 років та 7,5 % осіб у віці 65 років та старших.
Цивільне працевлаштоване населення становило 5880 осіб. Основні галузі зайнятості: освіта, охорона здоров'я та соціальна допомога — 28,4 %, виробництво — 14,8 %, роздрібна торгівля — 8,9 %, фінанси, страхування та нерухомість — 8,8 %.